# ゲームを原作とするテレビシリーズ一覧
ゲームを原作とするテレビドラマ一覧（ゲームをげんさくとするてれびどらまいちらん）では、コンピュータゲームなど各種ゲームのテレビドラマ化である作品を挙げる。

## 実写

### 1990年代
- 真・女神転生デビルサマナー（1997年、真・女神転生デビルサマナー）

### 2010年代
- クロヒョウ 龍が如く新章（2010年、龍が如く）
- DEFIANCE/ディファイアンス（英語版）（2013年、ディファイアンス（英語版）)

### 2020年代
- 返校（英語版）（2020年、返校）
- HALO（英語版）（2022年、HALO）
- バイオハザード（2022年、バイオハザードシリーズ）
- THE LAST OF US（2023年、The Last Of Us）
- ツイステッド・メタル（2023年、ツイステッド・メタル）
- Fallout/フォールアウト（2024年、Fallout 4）
- ナックルズ（2024年、ソニック&ナックルズ）
- 龍が如く 〜Beyond the Game〜（2024年、龍が如く）
- Assassin's Creed（TBA、アサシン クリードシリーズ）
- Mass Effect（TBA、Mass Effect シリーズ）
- God of War（TBA、ゴッド・オブ・ウォー）
- Horizon Zero Dawn（TBA、Horizon Zero Dawn）
- Magic: The Gathering (TBA、マジック:ザ・ギャザリング)
- Tomb Raider（TBA、トゥームレイダー）

## アニメーション

### 1990年代
- ドラゴンクエストシリーズ
  - ドラゴンクエスト ダイの大冒険（1991年）
  - ドラゴンクエスト ダイの大冒険（2020年）
- カルメン・サンディエゴ
  - 怪盗カルメンサンディエゴ（1994年）
  - カルメン・サンディエゴ（2019年）
- ポケットモンスターシリーズ
  - ポケットモンスター（1997年）
  - ポケットモンスター（2023年）
  - ポケモンコンシェルジュ（2023年）

### 2000年代
- ソニックX（2003年、ソニックシリーズ）
- 古代王者 恐竜キング Dキッズ・アドベンチャー（2007年、古代王者恐竜キング）

### 2010年代
- STEINS;GATE
  - STEINS;GATE（2011年）
  - シュタインズ・ゲート ゼロ（2018年）
- オムノムストーリーズ（2011年、Cut the Rope）
- Minecraft: Story Mode（2015年、Minecraft）
- アイドリッシュセブン（2016年、アイドリッシュセブン）
- ソニックトゥーン（2017年、ソニックシリーズ）
- 悪魔城ドラキュラ
  - 悪魔城ドラキュラ -キャッスルヴァニア-（2017年）
  - 悪魔城ドラキュラ -キャッスルヴァニア-：月夜のノクターン（2023年）
- ウマ娘 プリティーダービー（2018年、ウマ娘 プリティーダービー）
- INGRESS THE ANIMATION（2018年、Ingress）

### 2020年代
- ドラゴンズドグマ（2020年、Dragon's Dogma）
- DOTA：ドラゴンの血（英語版）（2021年、Dota 2）
- アーケイン（2021年、リーグ・オブ・レジェンド）
- バイオハザード：インフィニット ダークネス（2021年、バイオハザードシリーズ）
- アングリーバード（2021年、アングリーバード）
- アングリーバード：クレイジー・サマーキャンプ（英語版）（2022年、アングリーバード）
- ザ・カップヘッド・ショウ!（2022年、Cuphead）
- TEKKEN: Bloodline（英語版）（2022年、鉄拳シリーズ）
- ソニックプライム（2022年、ソニックシリーズ）
- サイバーパンク：エッジランナーズ（2022年、Cyberpunk 2077）
- ドラゴンエイジ：罪のあがない（英語版）（2022年、ドラゴンエイジ）
- NieR:Automata Ver1.1a（2023年、ニーア オートマタ）
- ライザのアトリエ 〜常闇の女王と秘密の隠れ家〜（2023年、アトリエシリーズ）
- キャプテン・レーザーホーク：ブラッドドラゴン Remix（英語版）（2023年、ファークライ3：ブラッドドラゴン（英語版））
- いきものさん（2023年、マイエクササイズ）
- 鬼武者（2023年、鬼武者）
- 天穂のサクナヒメ（2024年、天穂のサクナヒメ）
- こねこばくはつ（2024年、こねこばくはつ）
- トゥームレイダー: レジェンド・オブ・ララ・クロフト（2024年、トゥームレイダー)
- Devil May Cry（2025年、デビルメイクライシリーズ）
- Splinter Cell: Deathwatch（2025年、スプリンターセルシリーズ）
- Among Us（TBA、Among Us）
- Clash of Clans（TBA、クラッシュ・オブ・クラン）
- Cyberpunk（TBA、サイバーパンク2077）
- Magic: The Gathering（TBA、マジック:ザ・ギャザリング）
- Minecraft (TBA、Minecraft）

| サブスタブ | この項目は、まだ閲覧者の調べものの参照としては役立たない、書きかけの項目です。この項目を加筆・訂正などしてくださる協力者を求めています。このテンプレートは分野別のサブスタブテンプレートやスタブテンプレート（Wikipedia:分野別のスタブテンプレート参照）に変更することが望まれています。 |